# Mary Luckenbach
Die Mary Luckenbach war ein US-amerikanisches Frachtschiff während des Zweiten Weltkrieges. Sie nahm an sechs Geleitzügen teil, u. a. an HX-Geleitzügen und Nordmeergeleitzügen und wurde 1942 während des Geleitzuges PQ 18 versenkt.

## Geschichte
Das US-amerikanische United States Shipping Board gab die Mary Luckenbach 1918 bei der American International Shipbuilding Corp., in Hog Island, Pennsylvania in Auftrag. Am 6. Januar 1919 wurde sie als USS Sac City in Dienst gestellt. Im Jahre 1941 erfolgte die Umbenennung in Mary Luckenbach. Während des Zweiten Weltkriegs fuhr sie in Geleitzügen, aber auch als Einzelfahrer die verschiedenen alliierten Häfen an. Am 14. September 1942 war sie Teil des Geleitzuges PQ 18, als sie im Nordmeer von einer Junkers Ju 88 des Kampfgeschwaders 30 angegriffen und von einer Bombe getroffen wurde. Die Mary Luckenbach, die unter anderen 1000 Tonnen TNT geladen hatte, explodierte und sank (Lage) unter dem Verlust von 64 Besatzungsangehörigen. Ein Mann wurde über Bord geschleudert und überlebte.

## Geleitzüge
Im Zweiten Weltkrieg nahm sie an folgenden Geleitzügen teil:
| Geleitzug | Zeit           | Ausgangshafen    | Zielhafen          |
| --------- | -------------- | ---------------- | ------------------ |
| SC 79     | April 1942     | Halifax (Lage)   | Reykjavík (Lage)   |
| ON 97     | Mai 1942       | Liverpool (Lage) | Halifax            |
| BX 27B    | Juli 1942      | Boston (Lage)    | Halifax            |
| HS 22     | Juli 1942      | Halifax          | Sydney (Lage)      |
| SH 27     | Juli 1942      | Sydney           | Halifax            |
| HX 200    | August 1942    | Halifax          | Liverpool          |
| PQ 18     | September 1942 | Loch Ewe (Lage)  | Archangelsk (Lage) |